# Церква Челіна
Церква Челіна (ісп. Iglesia de Chelín) — католицька церква, розташована на острові Челін на архіпелазі Чилое, об'єкт Всесвітньої спадщини ЮНЕСКО.
Церква була оголошена національною пам'ятникою Чилі в 2000 році і є однією з церков Чилое, які були оголошені ЮНЕСКО об'єктами Всесвітньої спадщини.
Будівництво дерев'яної церкви завершилося в 1888 році, а в 1990 році вона була відновлена. Покровителькою костелу є Мати Божа Вервиця, свято якої відзначається 30 серпня.
Ця церква очолює одну з 24 парафій, що утворюють єпархію Анкуд.